# Spála

Šarlach

Spála, zastarale šarlach (lat. scarlatina) je infekční onemocnění způsobené streptokokem Streptococcus pyogenes, streptokokem skupiny A. Nejčastěji postihuje děti ve věku od pěti do 15 let. Nákaza se šíří kapénkovou infekcí vzduchem, méně často pak i přímým kontaktem s nakaženou osobou nebo kontaminovanými předměty. Mezi příznaky patří bolest v krku, horečka, bolest hlavy, zduření lymfatických uzlin a charakteristická vyrážka. Obličej je zarudlý a vyrážka je červená a bledne. Typický se na dotek zdá jako brusný papír, jazyk může být červený a hrbolatý. Vyrážka vzniká v důsledku poškození kapilár exotoxiny produkovanými S.pyogenes. Na tmavěji pigmentované kůži může být vyrážka těžko rozeznatelná.
Spála se objevuje u malého počtu lidí, kteří mají streptokoka v krku nebo streptokokové kožní infekce. Bakterie se obvykle šíří kašláním nebo kýcháním. Může se také šířit, když se člověk dotkne předmětu, na kterém jsou bakterie, a pak se dotkne úst nebo nosu. Diagnóza se obvykle potvrzuje kultivací výtěrů z krku.
Proti spále neexistuje vakcína. Prevencí je časté mytí rukou, nesdílení osobních předmětů a zdržování se v době nemoci mimo dosah jiných osob. Onemocnění je léčitelné antibiotiky, která zmírňují příznaky a šíření a zabraňují většině komplikací. Výsledky léčby spály jsou obvykle dobré. Mezi dlouhodobé komplikace v důsledku spály patří onemocnění ledvin, revmatická horečka a artritida.
Ještě na počátku 20. století byla spála hlavní příčinou úmrtí u dětí, ale již před druhou světovou válkou a zavedením antibiotik se její závažnost snižovala, snad v důsledku lepších životních podmínek, zavedení lepších kontrolních opatření nebo poklesu virulence bakterií. V posledních letech se objevují známky odolnosti baktérií na antibiotika. Například v roce 2011 propukla spála v Hongkongu a v roce 2014 ve Spojeném království a výskyt onemocnění se ve Spojeném království mezi lety 2014 a 2018 zvýšil o 68 %. Výzkum zveřejněný v říjnu 2020 ukázal, že infekce bakterie třemi viry vedla ke vzniku virulentnějších kmenů těchto bakterií.
Inkubační doba spály je 2–5 dnů, výjimečně 7 dnů.

## Symptomy
- horečka
- únava
- bolavý krk a nezvyklé zbarvení jazyka
- angína – zánět mandlí obvykle vzniká chvíli po vzestupu horečky
- bolení hlavy
- zvracení
- vyrážka – objevuje se asi 12–24 hodin po první horečce a to nejdříve v podbřišku, později na trupu a rychle se šíří dál
- kůže se často loupe – obvykle nejčastěji ve 2.–4. dnu dochází k zvýšenému odlučování pokožky, vyrážka může být velmi zarudlá až krvavá a velmi svědí

## Léčba
- Léčit spálu je možno pouze nasazením antibiotik, a to co nejdříve.
- podávání penicilinu cca 10 dnů
- současné podávání paracetamolu, např. Panadol, Paralen apod. pro snížení teploty
- klid na lůžku
- v případě loupání pokožky promazávání vhodným krémem
- očkování na spálu neexistuje